# Дом учёных (Омск)
Омский Дом учёных — городская общественная организация, место проведения научно-технических конференций, деловых встреч и торжественных мероприятий учёных Омского научного центра РАН и других организаций, центр культуры и организации досуга жителей города Омска.
Директор — профессор Омского государственного университета, доктор физико-математических наук, заведующий лабораторией Омского филиала Института математики Сибирского отделения РАН Колоколов Александр Александрович.

## История
Открылся 24 апреля 1938 года (Дом учёных Союза высшей школы и научных учреждений). Первоначально разместился «на правах углового жильца» в одноэтажном здании областного Дома Партийного просвещения на улице Республики, д. 3. Первым директором Дома стал доцент Медицинского института председатель областного бюро совета научных работников доцент Александр Иванович Баландин. Активно участвовала в создании Дома профессор Любовь Алексеевна Розеньер.
Работа Дома велась по секторам:
— партийного воспитания (объединял марксистско-ленинский университет областного бюро Совета научных работников и кружок текущей политики);
— учебно-производственный для работников производства, инженеров, участников стахановского движения и ударников труда, с лекторием и прокатом звуковых фильмов;
— методической работы (тематические доклады, лекции, консультации, вечера вопросов и ответов для студентов, научных работников, а также для школьников);
— культурно-художественной и самодеятельной работы, объединявший кружки драматический и художественного чтения, хоровой, музыкальный, сольного и оперного пения, танцевальный для взрослых и детей, шахматный и кинокружок.
При Доме учёных были созданы оркестр, коллектив народных инструментов, актив певцов из пятнадцати человек.
После Великой Отечественной войны деятельность Дома учёных была приостановлена. Воссоздан по инициативе сотрудников омских ВУЗов в 1991 году.
В настоящее время работают детский эколого-биологический центр, экспериментальная альтернативная школа, городской культурологический семинар, музыкально-поэтический клуб «Иваново детство». Проводятся совместные мероприятия с Омской государственной областной научной библиотекой (ОГОНБ) имени А. С. Пушкина
На проведенном в Омске творческом конкурсе «100 % дизайн» была представлена работа Елены Дергачевой и Петра Волошникова «Дом учёных в Омске» (специальная номинация «Архитектура»). Дом представлен в виде огромной летающей тарелки, которую видно должно быть видно со всех концов города.

## Состоявшиеся мероприятия
Научно-практическая конференция, посвященная Владимиру Вернадскому (1989),

Научно-практическая конференция, посвященная проблемам становления гражданского общества (1997),

Научно-практическая конференция «Омские научные объединения: история и современность» (1998),

Научно-практическая конференция «Наука на рубеже XXI века» (2000),

Научно-практическая конференция «Философия и социальная динамика XXI века: проблемы и перспективы» (2007).

Презентация книги доктора исторических наук Сергея Сизова Двадцатый век — не для камина : Историческая реконструкция судьбы репрессированного литератора Бориса Леонова
В Доме учёных разработана концепция Стратегического плана развития Омска на период с 1999 по 2002 годы, авторы концепции Александр Александрович Колоколов («Основные направления концепции»), Валерий Васильевич Карпов («Город — центр развития региона»), Олег Михайлович Рой («Комитеты территориального общественного самоуправления как субъекты стратегического планирования»), Владимир Васильевич Лизунов («Системный подход к разработке и реализации стратегии г. Омска»).